# Олишівська селищна територіальна громада
Олишівська селищна територіальна громада — територіальна громада в Україні, на території Чернігівського району Чернігівської області. Адміністративний центр — селище Олишівка.
Площа громади — 153,94 км², населення — 2850 мешканців (2018).
Утворена 3 травня 2017 року шляхом об'єднання Смолянської сільської ради Куликівського району та Олишівської селищної ради Чернігівського району.
Відповідно до розпорядження Кабінету Міністрів України № 730-р від 12 червня 2020 року «Про визначення адміністративних центрів та затвердження територій територіальних громад Чернігівської області», до складу громади була включена територія Серединської сільської ради 
Чернігівського району .
Відповідно до постанови Верховної Ради України від 17 липня 2020 року «Про утворення та ліквідацію районів», громада увійшла до новоствореного Чернігівського району.

## Населені пункти
До складу громади входять 1 селище (Олишівка) і 5 сіл: Коростень, Серединка, Сіножацьке, Смолянка, Топчіївка.

## Старостинські округи
- Серединський
- Смолянський[4]